# Sulcosticta pallida
Sulcosticta pallida – gatunek ważki z rodziny Platystictidae. Endemit filipińskiej wyspy Luzon.